# Берлінська міська електричка
Берлінська міська електричка (нім. S-Bahn Berlin) — один із видів громадського транспорту в Берліні.
Залізнична мережа берлінської міської електрички довжиною 329,3 км має 166 станцій. Кількість перевезених пасажирів у 2006 році склала 375 мільйонів людей. Багато ліній берлінської міської електрички обслуговують також передмістя Берліна: Потсдам, Оранієнбург, Бланкенфельде-Малов, Бернау, Тельтов, Геннігсдорф, Еркнер, Кенігс-Вустергаузен, Штраусберг, Біркенвердер, Хоен-Нойендорф та ін.
Центральна частина залізничної мережі складається з трьох магістралей: Stadtbahn проходить із заходу на схід, складається з наземних і надземних станцій; Nord-Süd Bahn проходить з півночі на південь переважно в тунелі; Ringbahn є кільцевою лінією.

## Маршрути і лінії
| Лінія | Маршрут                                                | Кількість станцій | Залізничні маршрути |
| ----- | ------------------------------------------------------ | ----------------- | --- |
| S1    | Берлін-Ванзе ↔ Оранієнбург                             | 35                | Ванзебан, тунель північ — південь, Берлінська північна залізниця, залізниця Берлін — Щецин |
| S2    | Бланкенфельде ↔ Бернау                                 | 28                | Залізниця Берлін — Дрезден, тунель північ — південь, залізниця Берлін — Щецин |
| S25   | Тельтов-штадт ↔ Геннігсдорф                            | 27                | Залізниця Берлін — Ліхтерфельде-Південний — Тельтов-штадт, приміська залізниця Ангальт, тунель північ — південь, залізниця Берлін — Щецин, Берлінська північна залізниця, Кремменська залізниця |
| S26   | Тельтов-штадт ↔ Берлін-Вайдманнслуст                   | 23                | Залізниця Берлін — Ліхтерфельде-Південний — Тельтов-штадт, приміська залізниця Ангальт, тунель північ — південь, залізниця Берлін — Щецин, Берлінська північна залізниця, Кремменська залізниця |
| S3    | Берлін-Шпандау ↔ Еркнер                                | 30                | Залізниця Берлін — Вроцлав, Берлінський штадтбан |
| S41   | Берлін-Гезундбруннен — Берлін-Зюдкройц — Гезундбруннен | 28                | Кільцева лінія (за годинниковою стрілкою) |
| S42   | Берлін-Гезундбруннен — Берлін-Зюдкройц — Гезундбруннен | 28                | Кільцева лінія (проти годинникової стрілки) |
| S45   | Берлін-Зюдкройц ↔ Аеропорт Бранденбург — Термінал 1-2  | 12                | Залізниця Грюнау-кросс — Аеропорт Берлін-Бранденбург, залізниця Берлін — Герліц, сполучна залізниця Баумшуленвег — Нойкельн, кільцева лінія                                                     |
| S46   | Берлін-Вестенд ↔ Кенігс-Вустергаузен                   | 23                | залізниця Берлін — Герліц, кільцева лінія |
| S47   | Берлін-Германштрасе ↔ Берлін-Шпіндлерсфельд            | 7                 | залізниця Берлін — Герліц, кільцева лінія |
| S5    | Берлін-Весткройц ↔ Штраусберг-Північний                | 30                | Берлінський штадтбан, приміська залізниця Шпандау, Пруська Східна залізниця, залізниця Штраусберг — Штраусберг-Північний                                                                        |
| S7    | Потсдам-Головний ↔ Аренсфельде                         | 29                | Залізниця Вріценер, Зовнішнє кільце Берліна, Пруська Східна залізниця, Берлінський штадтбан, залізниця Берлін — Бланкенгайм, залізниця Берлін — Магдебург                                       |
| S75   | Берлін-Варшауер-штрасе ↔ Вартенберг                    | 27                | Зовнішнє кільце Берліна, Пруська Східна залізниця |
| S8    | Біркенвердер ↔ Берлін-Грюнау                           | 24                | залізниця Берлін — Герліц, кільцева лінія, залізниця Берлін — Щецин, Зовнішнє кільце Берліна, Берлінська північна залізниця                                                                     |
| S85   | Берлін-Панков ↔ Берлін-Шеневайде                       | 20                | Кільцева лінія, залізниця Берлін — Герліц, Берлінська північна залізниця |
| S9    | Берлін-Шпандау ↔ Аеропорт Бранденбург — Термінал 1-2   | 28                | Берлінський штадтбан, кільцева лінія, залізниця Берлін — Герліц, залізниця Грюнау-кросс — Аеропорт Берлін-Бранденбург                                                                           |

На відміну, наприклад, від берлінського U-бана, відповідність між лініями і маршрутами S-бана не є взаємно однозначною. Так, лінію штадтбану (Берлін-Осткройц — Берлін-Весткройц) обслуговує 4 маршрути (S3, S5, S7, S75), а маршрут S1 прямує трьома лініями: Wannseebahn, Nord-Süd-Tunnel і Nordbahn.
Номер маршруту може бути однозначним або двозначним. Маршрути зі спільною першою цифрою завжди мають спільні дистанції колії.

## Історія
Наприкінці XIX століття в Берліні почали будувати окремі залізничні колії для приміських поїздів. Перші такі колії з'явилися 1 березня 1881 року в східній частині залізничного кільця Ringbahn. 7 лютого 1882 року був побудований Stadtbahn, що сполучив Шарлоттенбург із Сілезьким вокзалом (нині Берлін-Східний). Дві його колії (з чотирьох) були одразу віддані під приміське сполучення.
У 1900—1903 роках робилися спроби електрифікувати окремі дистанції приміських залізничних колій. Найдовше (понад 22 років) пропрацював відрізок колії між Postdamer Ringbahnhof і Lichterfelde Ost. 4 червня 1903 року він був обладнаний контактною рейкою, напруга на якій становила 550 В.
Датою народження S-бана вважається 8 серпня 1924 року, коли між Щецінським вокзалом (нині Берлін-Північний) і Бернау вперше пройшов поїзд, що використав контактну рейку з напругою 800 В. До кінця 1929 року (цей період отримав назву «Великої електрифікації») довжина електрифікованої за даною технологією мережі склала понад 233 км. 1 грудня 1930 ця мережа отримала сучасну назву S-bahn, але до 1980-х років в це поняття часто включалися і інші приміські колії.
Основним будівництвом 1930-х років став тунель в центрі міста, що став основною частиною лінії Nordsüd-S-Bahn. Цей тунель між станціями HumboldthainіYorckstraße з'єднав 6 листопада 1939 року північні і південні напрямки S-бана.
У квітні — травні 1945 року трьохсоткілометрова мережа S-бана перестала функціонувати, але більша її частина була відновлена до 1948 року.
13 серпня 1961 року в результаті будівництва Берлінської стіни були закриті 11 ділянок S-бана, і єдина мережа була розділена на західну і східну частини. Єдиною спільною точкою цих мереж стала станція Friedrichstraße. Ще 4 станції Nordsüd-тунелю, що знаходилися на території Східного Берліна, були закриті і стали станціями-привидами: західноберлінські поїзди S-бана не зупинялися на них.
Надалі в Східному Берліні продовжували електрифікувати нові дистанції S-бана, а основним швидкісним транспортом Західного Берліна став U-бан. Головною причиною цієї ситуації є те, що весь берлінський S-бан до 1984 року перебував у підпорядкуванні влади НДР. У вересні 1980 року були закриті більшість ліній S-бана Західного Берліна. На початку 1984 року управління західноберлінською мережею було передано Berliner Verkehrsbetriebe.
Після падіння Берлінського муру почалися роботи з відновлення єдиної мережі берлінського S-бана. До кінця 1998 року знову відкриті всі основні радіальні лінії на території колишнього Західного Берліна, а також відновлено зв'язок із деякими передмістями Берліна (Потсдамом, Оранієнбургом, Бланкенфельде, Геннінгсдорфом). 15 червня 2002 року було повністю відновлено рух на кільцевій лінії Ringbahn. У 2006 році на місці станції Leehrter Bahnhof відкрито Головний залізничний вокзал, який також є станцією S-бана.

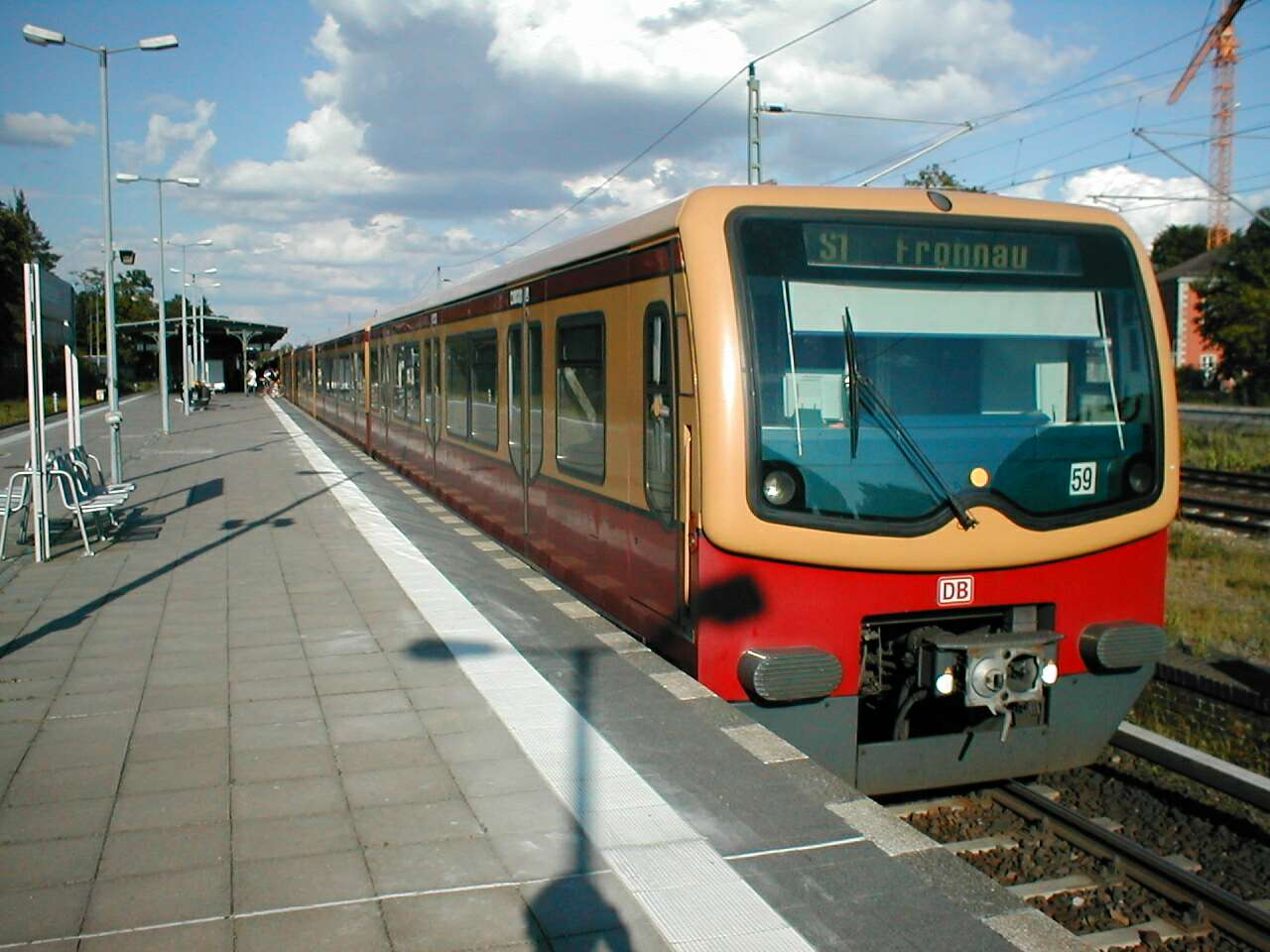
Поїзд серії 481 на лінії

## Рухомий склад
- BVG Class 480[en] (з 1986 року, використовується на лініях S41, S42, S45, S46, S47, S8 і S85)
- DBAG Class 481[en] (з 1996 року, використовується на всіх лініях)
- DR Class 270[en] (з 1987 року, використовується на лініях S45, S46, S47, S8 і S85)
- DBAG Class 483[en] (з 2021 року, використовується на лінії S47 і S45)